# Centrale de Vindhyachal
La centrale de Vindhyachal est une centrale thermique alimentée au charbon située dans l'état du Madhya Pradesh en Inde.